# Radio Proton
Radio Proton (offizieller Name: Proton – das freie Radio) ist ein freies privates Radioprogramm aus Dornbirn (Vorarlberg). Veranstalter ist der Dachverband für Kultur- und Medieninitiativen und Jugend. Gestaltet wird das Programm von freiwilligen ehrenamtlich tätigen Mitarbeitern aus verschiedenen Generationen und Kulturen in verschiedenen Sprachen, darunter auch Vorarlberger Dialekt. Der Sender sieht sich selbst damit als „eines der wichtigsten interkulturellen und internationalen Projekte der Region Vorarlberg.“

## Geschichte
Der Sender sieht seine Wurzeln in einer Szene freier Printmedien, die sich in den 70er Jahren in Vorarlberg mit verschiedenen Publikationen etabliert habe. Im Umfeld mehrerer Piratensender, die vor der offiziellen Einführung des privaten Rundfunks durch den „Meinungsverfolgungsapparat“ öffentlicher Behörden niedergeschlagen worden seien, habe sich der Verein zur Förderung der Medienvielfalt als Trägerverein für freie Medien in Vorarlberg gegründet. Nachdem der Verein bei der ersten Lizenzvergabe nicht zum Zuge kam und sich einer Verfassungsklage gegen das österreichische Regionalradiogesetz (RRG) anschloss, wurden 1996 erneut Frequenzen ausgeschrieben. Den Zuschlag erhielt im Dezember 1997 der Dachverband der Vorarlberger Kommunikations- und Freizeitzentren für das Versorgungsgebiet Bludenz (104,6 MHz), Lokalradio Bludenz mit einer theoretischen technischen Reichweite von 50.000 Radiohörern.
Während aufgrund fehlender Finanzierungsmöglichkeiten und wegfallender Räumlichkeiten zwischenzeitlich sogar der Trägerverein zerbrach, fanden andererseits regelmäßige „Radiositzungen“ statt. Mit Unterstützung der Bregenzer Lokalradio GmbH und des Verbandes der freien Radios Österreich konnte im März 1999 eine Kooperation mit 95,9 Music-Radio geschlossen werden. Der Sendestart erfolgte einen Tag später in völliger Abhängigkeit vom Bregenzer Lokalradio, das die in privaten Räumlichkeiten vorbereiteten Beiträge sendete.
Im Juni desselben Jahres wurde ein Produktionsstudio in Dornbirn bezogen, seit Oktober 1999 werden Livesendungen von dort ausgestrahlt.
Bis zu einer Frequenzneuordnung in Vorarlberg im Jahr 2007 erfolgte die Ausstrahlung als Drittanbieter. Seit April 2008 sendet Radio Proton ein 24-Stundenprogramm unter eigener Lizenz der Regulierungsbehörde KommAustria vom Sender Bludenz 3 (Muttersberg UKW 104,6 MHz). Ab Oktober 2009 kam das Versorgungsgebiet Feldkirch (Vorderälpele 104,3 MHz, seither „Bludenz und Feldkirch“) hinzu. Mittlerweile wird auch für Bregenz (92,7 MHz) und Dornbirn (101,1 MHz) gesendet, wobei hierfür eine eigenständige Sendelizenz desselben Programms besteht.

## Programm
Gesendet wird rund um die Uhr ein klassisches Programmradio mit schwerpunktspezifischen Sendungen, die auf der Homepage des Senders in Form einer täglich aktualisierten Wochenübersicht zur Orientierung bereitgestellt werden. Die thematische Ausrichtung entspricht der für freie Radios üblichen Agenda, Freiheit, soziale und kulturelle Verantwortung, oft politisch links, und emanzipatorische Ziele in den Mittelpunkt der Programminhalte zu stellen. Die Musikauswahl folgt inhaltlich und thematisch den gesendeten Wortbeiträgen, hat aber auch eigene Schwerpunktsendungen.
Teile des Programms werden von derzeit 24 Vereinen und sonstigen Gruppen gestaltet, die zu den Themen ihrer Ausrichtung eigene Schwerpunktsendungen gestalten und mit ihrer Lobbyarbeit zur Meinungsvielfalt beitragen sollen.

### Statut und Umsetzung
Der Sender unterstützt die Charta der Freien Radios Österreich und unterstützt deren Grundsätze und Forderungen, darunter Offener Zugang/Partizipation, Lokalbezug/Regionale Entwicklung und der Forderung eines Trialen Rundfunksystems und journalistischer Gleichberechtigung.
Zur Umsetzung des Statuts gehört die regelmäßige Durchführung von Schulungslehrgängen für Mitarbeiter, die öffentlich allen Interessierten und teilweise gegen Unkostenerstattung angeboten werden und die Gestaltung individueller Workshops für interessierte Gruppen.

### Programmfinanzierung
Da der freie Zugang sowohl zum Hören als auch zur Programmgestaltung nicht an eine Vereinszugehörigkeit gekoppelt sein soll, ruft der Verein zur Finanzierung der Kosten zu Spenden auf („Radio-Abo“ genannt) und betreibt im begrenzten Rahmen den Verkauf von Merchandising-Artikeln.

## Empfang
Radio Proton ist über UKW 104,6 MHz in Bludenz/Walgau/Montafon – UKW 104,3 MHz in Feldkirch/Göfis/Vorderland – UKW 101,1 MHz in Dornbirn/Hofsteig/Lustenau und UKW 92,7 MHz in Bregenz/Hofsteig empfangbar.
Der Sender wird in die örtlichen Kabelnetze von Kabel Lampert und Kabel Montafonerbahn – mbs eingespeist, auf der Homepage werden zwei Livestreams im MP3-Format (64 kbit/s) und ogg-Format (V. 0.3, ~112 kbit/s) angeboten.